# Färöische Fußballmeisterschaft der Frauen 1986
Die Färöische Fußballmeisterschaft der Frauen 1986 wurde in der 1. Deild genannten ersten färöischen Liga ausgetragen und war insgesamt die zweite Saison. Sie startete am 26. April 1986 mit dem Spiel von EB Eiði gegen B36 Tórshavn und endete am 14. September 1986.
Meister wurde HB Tórshavn, die den Titel somit zum ersten Mal erringen konnten. Titelverteidiger B36 Tórshavn landete auf dem vierten Platz. Absteigen mussten hingegen erstmals MB Miðvágur und SÍF Sandavágur als Gründungsmitglieder der 1. Deild. MB Miðvágur blieb hierbei über die gesamte Spielzeit ohne Punktgewinn. Ohne Punkt blieben ansonsten nur GÍ Gøta II (1985) KÍ Klaksvík (1987), NSÍ Runavík (1989), MB Miðvágur (1991) sowie Skála ÍF (1998).
Im Vergleich zur Vorsaison verschlechterte sich die Torquote auf 3,25 pro Spiel. Den höchsten Sieg erzielte HB Tórshavn mit einem 15:1 im Heimspiel gegen MB Miðvágur am neunten Spieltag, was zugleich das torreichste Spiel darstellte.

## Modus
Durch die Reduzierung auf acht Mannschaften in der 1. Deild spielte jedes Team nun in einer eingleisigen Liga an 14 Spieltagen jeweils zwei Mal gegen jedes andere. Die punktbeste Mannschaft zu Saisonende stand als Meister dieser Liga fest, die letzten beiden Mannschaften stiegen in die 2. Deild ab.

## Saisonverlauf

### Meisterschaftsentscheidung
HB Tórshavn belegte von Anfang an Platz eins und gab diesen bis zum Saisonende auch nicht mehr ab. Am fünften Spieltag gab es gegen den stärksten Verfolger GÍ Gøta mit einem 1:1 auf heimischen Platz den ersten Punktverlust, auch das Rückspiel bei GÍ ging mit 1:3 verloren. GÍ Gøta kassierte jedoch sowohl am dritten als auch am sechsten Spieltag jeweils 0:1-Niederlagen gegen KÍ Klaksvík und EB Eiði, während HB Tórshavn nur beim 1:1 gegen B36 Tórshavn einen Punkt abgab. Vor dem letzten Spieltag lag HB somit einen Zähler vor GÍ und besaß zudem die deutlich bessere Tordifferenz. Somit reichte ein 2:2 gegen B36 zum Titelgewinn, so dass auch der 5:0-Auswärtssieg von GÍ gegen SÍF Sandavágur bedeutungslos blieb.

### Abstiegskampf
MB Miðvágur holte im Laufe der Saison keinen einzigen Punkt und belegte ab dem zweiten Spieltag durchgängig den letzten Platz. Der Abstieg war bereits nach der 0:4-Auswärtsniederlage am elften Spieltag gegen GÍ Gøta besiegelt.
ÍF Fuglafjørður stand ab dem dritten Spieltag auf einem Abstiegsrang und konnte erst am fünften Spieltag durch einen 2:0-Heimsieg gegen MB die ersten Punkte einfahren. Die nächsten Siege folgten am neunten und zehnten Spieltag gegen SÍF Sandavágur und B36 Tórshavn, doch erst nach dem 3:0-Sieg am zwölften Spieltag im Rückspiel gegen MB am gelang das Verlassen der Abstiegszone. Damit war ÍF punktgleich mit SÍF, welche ebenfalls vier Siege vorzuweisen hatten, darunter der 3:2-Heimsieg gegen ÍF am zweiten Spieltag. Die Tordifferenz sollte schließlich den Ausschlag geben. Am letzten Spieltag verlor ÍF Fuglafjørður das Auswärtsspiel gegen EB Eiði mit 0:3, SÍF Sandavágur unterlag zu Hause mit 0:5 gegen GÍ Gøta und konnte damit nicht mehr an ÍF vorbeiziehen.

## Abschlusstabelle
| Pl. | Verein           | Sp. | S  | U | N  | Tore    | Diff. | Punkte |
| --- | ---------------- | --- | -- | - | -- | ------- | ----- | ------ |
| 1.  | HB Tórshavn      | 14  | 10 | 3 | 1  | 041:900 | +32   | 23:50  |
| 2.  | GÍ Gøta          | 14  | 11 | 1 | 2  | 032:700 | +25   | 23:50  |
| 3.  | EB Eiði          | 14  | 9  | 1 | 4  | 023:120 | +11   | 19:90  |
| 4.  | B36 Tórshavn (M) | 14  | 6  | 4 | 4  | 019:130 | +6    | 16:12  |
| 5.  | KÍ Klaksvík      | 12  | 5  | 1 | 6  | 020:190 | +1    | 11:13  |
| 6.  | ÍF Fuglafjørður  | 13  | 4  | 0 | 9  | 012:220 | −10   | 08:18  |
| 7.  | SÍF Sandavágur   | 13  | 4  | 0 | 9  | 020:340 | −14   | 08:18  |
| 8.  | MB Miðvágur      | 14  | 0  | 0 | 14 | 008:590 | −51   | 0:28   |

| (M) | Meister 1985 |

## Spiele und Ergebnisse
|                 | B36 | EB  | GÍ  | HB  | ÍF  | KÍ     | MB     | SÍF    |
| --------------- | --- | --- | --- | --- | --- | ------ | ------ | ------ |
| B36 Tórshavn    |     | 1:1 | 0:2 | 1:1 | 0:3 | 1:0    | 6:1    | 2:1    |
| EB Eiði         | 1:0 |     | 1:0 | 0:1 | 3:0 | 2:0    | 2:1    | 3:1    |
| GÍ Gøta         | 1:0 | 1:0 |     | 1:1 | 3:1 | 0:1    | 4:0    | 3:0    |
| HB Tórshavn     | 2:2 | 1:0 | 1:3 |     | 1:0 | 6:0    | 15:10  | 2:0    |
| ÍF Fuglafjørður | 0:3 | 0:2 | 0:1 | 0:2 |     | 0-:- 1 | 2:0    | 1:0    |
| KÍ Klaksvík     | 0:0 | 5:0 | 0:3 | 0:1 | 3:0 |        | 0-:- 2 | 0-:- 1 |
| MB Miðvágur     | 0:1 | 1:4 | 2:5 | 0:3 | 0:3 | 0:3    |        | 1:5    |
| SÍF Sandavágur  | 0:2 | 0:4 | 0:5 | 1:4 | 3:2 | 6:4    | 3:1    |        |